# Uwe Mund

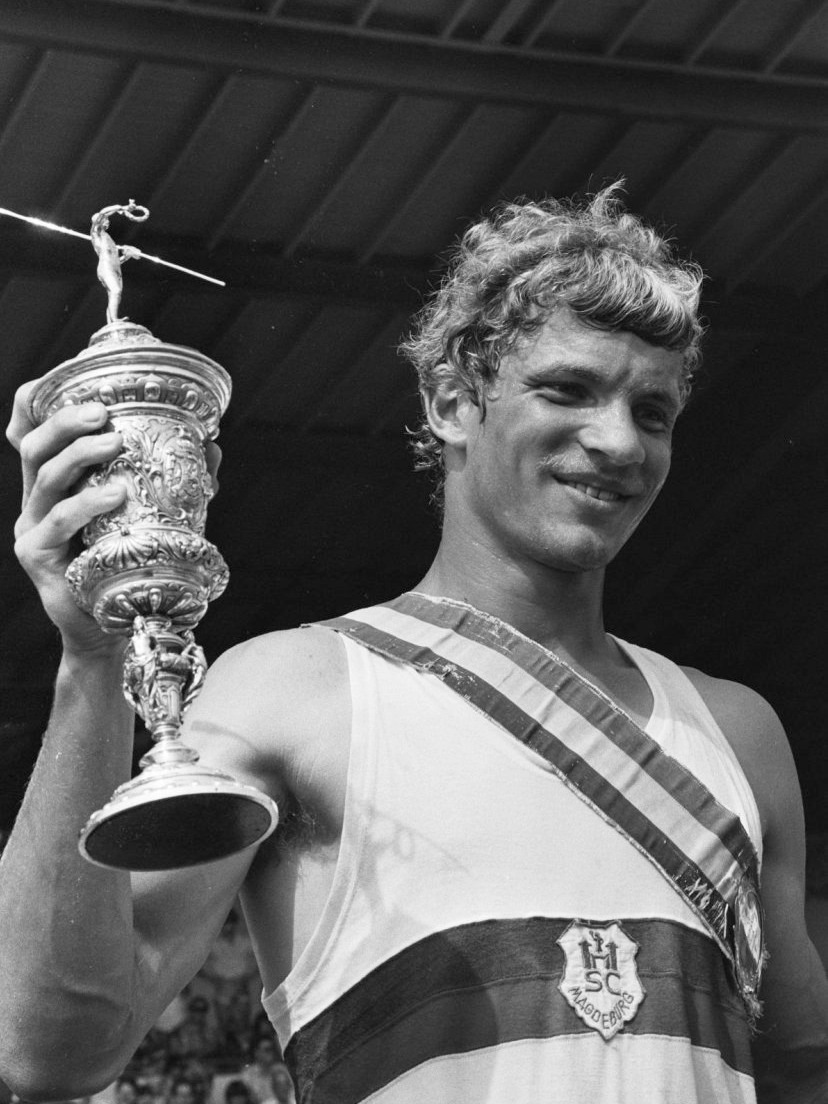
Uwe Mund, 1982

Uwe Mund (* 26. Juni 1962 in Roßla) ist ein ehemaliger Ruderer aus der Deutschen Demokratischen Republik. 1982 gelang ihm im Doppelvierer der Sieg bei den Weltmeisterschaften.
1980 siegte Uwe Mund bei den Weltmeisterschaften der Junioren in Hazewinkel im Einer vor Andreas Reinke aus der Bundesrepublik Deutschland. 
Uwe Mund vom SC Magdeburg siegte 1981 bei den DDR-Meisterschaften im Einer, bei den Weltmeisterschaften in München startete aber Rüdiger Reiche für die DDR. 1982 trat Mund im Doppelvierer zusammen mit Martin Winter, Uwe Heppner und Karl-Heinz Bußert an, mit denen zusammen er nach dem Sieg bei den DDR-Meisterschaften auch bei den Weltmeisterschaften in Luzern gewann. 1983 konnte Uwe Mund erneut bei den DDR-Meisterschaften im Einer gewinnen, bei den Weltmeisterschaften in Duisburg belegte er den zweiten Platz hinter Peter-Michael Kolbe aus der Bundesrepublik Deutschland. 1985 gewann Mund zum dritten Mal den DDR-Titel im Einer, bei den Ruder-Weltmeisterschaften in Hazewinkel erreichte er den fünften Platz. Zwei weitere DDR-Meistertitel gewann Uwe Mund im Doppelzweier 1988 und 1989. Bei den Olympischen Spielen 1988 belegte er zusammen mit Uwe Heppner den fünften Platz im Doppelzweier.